# محمد لطفي شاهين
محمد لطفي شاهين هو ممثل مصري شارك بالتمثيل في العديد من الأعمال التليفزيونية.

## مسيرته المهنية
التحق محمد لطفي شاهين بالدراسة في عدد من ورش التمثيل وكانت بداية مسيرته الفنية في عام 2014 عندما شارك في مسلسل «أنا عشقت» من بطولة أمير كرارة، ثُم توالت مُشاركاته في الأعمال التليفزيونية، والتي كان من أبرزها دوره في مسلسل «جمال الحريم» الذي عُرض في عام 2020 للمخرجة منال الصيفي، ودوره في حلقات الجزء الأول من مسلسل «ليه لأ» الذي عُرض في عام 2019 للمخرجة مريم أبو عوف.

## أعماله
| سنة العرض | اسم العمل                                         | نوع العمل | الدور                |
| --------- | ------------------------------------------------- | --------- | -------------------- |
| 2022      | مين قال؟!                                         | مسلسل     | والد عمرو            |
| 2021      | نصيبي وقسمتك - الموسم الرابع (حكاية غرام بانتظام) | مسلسل     |                      |
| 2020      | جمال الحريم: المكتوب                              | مسلسل     | ماجد زوج حنان        |
| 2020      | ليه لأ؟                                           | مسلسل     | خالد                 |
| 2019      | بلا دليل                                          | مسلسل     | كريم الحسيني (كوكيو) |
| 2019      | زي الشمس                                          | مسلسل     | وكيل النيابة         |
| 2018      | طلعت روحي                                         | مسلسل     | أشرف                 |
| 2017      | هبة رجل الغراب (الجزء الرابع)                     | مسلسل     | معتز النشار          |
| 2016      | هبة رجل الغراب (الجزء الثالث)                     | مسلسل     | معتز النشار          |
| 2015      | حواري بوخاريست                                    | مسلسل     | سامر السعدي          |
| 2014      | أنا عشقت                                          | مسلسل     | عادل الراوي          |

## روابط خارجية
- صفحة الممثل على موقع قاعدة بيانات الأفلام العربية